# كامل أنور
كامل أنور (8 مارس 1920- 20 سبتمبر 1973)، ممثل مصري كوميدي.

## مسيرته الفنية
بدأ حياته موظفاً بالشؤون العامة للقوات المسلحة. اشترك بالتمثيل في المسرح العسكري أثناء فترة عمله بالشؤون العامة للقوات المسلحة كما عمل بالعديد من الفرق المسرحية الآخرى، واشترك مع فرقة ثلاثي أضواء المسرح.

## أعماله
قدم كامل أنور ما يقارب 85 عملاً فنياً بين أفلام ومسلسلات ومسرحيات.

### السنيما
- رجل وحصان
- الأحدب 1946
- ريا وسكينة 1952
- العمر واحد 1954
- الوحش 1954
- فتوات الحسينية 1954
- إسماعيل يس يقابل ريا وسكينة 1955
- رصيف نمرة 5 1956
- الفتوة 1957
- طاهرة 1957
- الطريق المسدود 1957
- تمر حنة 1957
- سجين أبو زعبل 1957
- بورسعيد 1957
- المجد 1957
- إسماعيل يس في جنينة الحيوانات 1957
- أحبك يا حسن 1958
- هذا هو الحب 1958
- غريبة 1958
- مجرم في إجازة 1958
- أبو حديد 1958
- كهرمان 1958
- سواق نص الليل 1958
- حب حتي العبادة 1959
- البوليس السري 1959
- صراع في النيل 1959
- حكاية حب 1959
- حماتي ملاك 1959
- العتبة الخضراء 1959
- قلب من ذهب 1959
- عريس مراتي 1959
- بين السماء والأرض 1960
- غرام في السيرك 1960
- لوعة الحب 1960
- ملاك وشيطان 1960
- بنات بحري 1960
- السفيرة عزيزة 1961
- لماذا أعيش 1961
- السبع بنات 1961
- لن أعترف 1961
- الخرساء 1961
- ست البنات 1961
- اللص والكلاب 1962
- غصن الزيتون 1962
- القاهرة في الليل 1963
- الأيدى الناعمة 1963
- قصة ممنوعة 1963
- النشال 1963
- لا وقت للحب 1963
- مطلوب زوجة فوراً 1964
- أول حب 1964
- العائلة الكريمة 1964
- فتاة الاستعراض 1969
- للرجال فقط 1964
- العقلاء الثلاثة 1965
- تنابلة السلطان 1965
- المدير الفني 1965
- طريد الفردوس 1965
- شياطين الليل 1966
- قصر الشوق 1966
- سيد درويش 1966
- كنوز 1966
- القاهرة 30 1966
- العيب 1967
- إضراب الشحاتين 1967
- كيف تسرق مليونير 1968
- مراتي مجنونة مجنونة مجنونة 1968
- للمتزوجين فقط 1969
- الوادي الأصفر 1970
- باحبك يا حلوة 1970
- نحن الرجال طيبون 1971
- آدم والنساء 1971
- البيوت أسرار 1971
- رحلة لذيذة 1971
- صور ممنوعة 1972
- السكرية 1973

### المسرح
- حواديت
- مطار الحب 1970

### التليفزيون
- المانشيت الأحمر 1964
- العسل المر 1966
- فوازير رمضان لثلاثي أضواء المسرح 1969
- الرقم المجهول 1969
- مغامرات راجل زي وزيك 1970

### الإذاعة
- أشجع رجل في العالم
- القيثارة الحزينة 1967